# Partizione di Andrzej Szulkin
La partizione di Andrzej Szulkin è una suddivisione dello spazio euclideo tridimensionale in un numero infinito di circonferenze. Questa partizione è stata scoperta dal matematico Andrzej Szulkin nel 1983 e pubblicata nella rivista "The American Mathematical Monthly".

## Descrizione
Szulkin parte da una suddivisione dello spazio in sfere concentriche in un punto. Su ogni sfera toglie poi due punti con l'accorgimento che tutti questi punti possano costituire una serie di circonferenze.
Poiché tutte le infinite sfere, ognuna mancante di due punti, è divisibile in circonferenze e tutti i punti tolti dalle sfere formano delle circonferenze, il matematico conclude che tutto lo spazio tridimensionale può essere pensato come costituito da una serie infinita di circonferenze.